# Annie Belle
Annie Brilland dite Annie Belle,  née le 10 décembre 1956 dans le 15e arrondissement de Paris et morte le 27 janvier 2024 à Lannemezan, est une actrice et assistante sociale française. Sa carrière cinématographique a débuté en 1974. Au cours des années 1970 et 1980, elle a tenu des rôles variés dans le cinéma français et italien, travaillant avec des réalisateurs tels que Jean Rollin, Ruggero Deodato et Aristide Massaccesi alias Joe D'Amato.

## Biographie

### Débuts
Annie Belle est née dans le XVe arrondissement de Paris dans une famille d'ingénieurs. Le métier d'actrice pouvait sembler être un choix de carrière étrange pour elle lorsqu'elle était jeune, mais elle jouait avec beaucoup de facilité. La carrière d'actrice de Belle a commencé à prendre forme lorsqu'elle a fréquenté l'École nationale supérieure des arts et techniques du théâtre de la rue Blanche à Paris sous la direction du professeur Virilo.

### Cinéma
Annie Belle a obtenu son premier rôle avant ses dix-huit ans, dans le film de Jean Rollin Tout le monde il en a deux (1974). Elle y a un petit rôle mais un rôle marquant. Rollin avait apprécié travailler avec Belle et il décide de l'engager dans son film suivant Lèvres de sang (1975). Ce furent ses seules collaborations avec le réalisateur. Peu de temps après le tournage de Lèvres de sang, Belle s'installe en Italie et devient pendant une brève période l'une des actrices les plus demandées du cinéma érotique italien, ayant joué dans trois films majeurs rien qu'en 1976 : Laure, Annie ou la Fin de l'innocence, et Vicieuse et manuelle. Annie ou la Fin de l'innocence est l'un des films clés de la carrière de Belle, qu'elle a co-scénarisée. Elle a qualifié le réalisateur du film, Massimo Dallamano, de « grand professionnel et d'homme talentueux ». L'un de ses films les plus controversés est Vicieuse et manuelle. Elle se souvient de Laure comme d'un film « pas très bon ».
Au début des années 1980, Belle a joué dans les films italiens La Maison au fond du parc, dont Belle se souvient comme étant très « cruel » et aussi très « intéressant » et deux films d'Aristide Massaccesi, Horrible et L'Alcôve.
Dans les années 1980, des problèmes personnels ont ralenti sa carrière d'actrice. En 1989, elle joue dans son dernier film Luna di sangue (it), puis elle se retire du métier d'actrice,.

### Autres activités
Depuis son retour en France, Annie Belle est allée à l'école et a obtenu un diplôme en psychologie exerçant le métier d'assistante sociale pour les personnes diagnostiquées d'une maladie mentale.

### Vie privée
Annie Belle a eu une relation de trois ans avec l'acteur Al Cliver. Leur couple a duré de 1975 à 1978, période pendant laquelle ils ont joué ensemble dans quatre films, les trois films de Annie Belle de 1976, Laure, Annie ou la Fin de l'innocence et Vicieuse et manuelle ainsi que son film de 1977 Un giorno alla fine di ottobre (it). Après leur séparation, ils ont occasionnellement joué ensemble dans des films tels que Molto di più et L'Alcôve.

## Filmographie
- 1974 : Tout le monde il en a deux de Jean Rollin : Brigitte
- 1974 : Le Rallye des joyeuses collégiennes d'Alain Nauroy : la jeune fille amoureuse
- 1974 : Lèvres de sang de Jean Rollin : Jennifer
- 1975 : Le Sexe à la barre de Georges Cachoux
- 1975 : Closed Up-Tight de Cliff Owen : la fille du cambrioleur
- 1976 : Laure d'Emmanuelle Arsan, Louis-Jacques Rollet-Andriane et Roberto D'Ettorre Piazzoli : Laure
- 1976 : Annie ou la Fin de l'innocence (La fine dell'innocenza) de Massimo Dallamano : Annie Belle
- 1976 : Il colpaccio (it) de Bruno Paolinelli : la fille blonde à l'hôtel
- 1976 : Vicieuse et manuelle (Velluto nero) de Brunello Rondi : Pina
- 1977 : Un giorno alla fine di ottobre (it) de Paolo Spinola : Cristina
- 1977 : L'Aguicheuse (La notte dell'alta marea) de Luigi Scattini : Dyanne
- 1977 : La Maîtresse légitime (Mogliamanta) de Marco Vicario : Clara
- 1977 : Clímax (es) de Francisco Lara Polop
- 1979 : Switch de Giuseppe Colizzi : Dory
- 1980 : La compagna di viaggio de Ferdinando Baldi : Jennifer
- 1980 : Molto di più de Mario Lenzi
- 1980 : La Maison au fond du parc (La casa sperduta nel parco) de Ruggero Deodato : Lisa
- 1981 : La Nouvelle Malle des Indes, feuilleton de Christian-Jaque : Angèle
- 1981 : Horrible (Rosso sangue) d'Aristide Massaccesi : Emily
- 1982 : Nana : Le désir (Nana) de Dan Wolman (en) : Rennée de Chéselles
- 1982 : La Nuit de Varennes (Il mondo nuovo) d'Ettore Scola : la prostituée aux bas verts
- 1982 : Tiger Joe (Fuga dall'arcipelago maledetto) d'Antonio Margheriti : Kia
- 1982 : Le Challenger (Liar’s Moon) de David Andrew Fisher : Nancy
- 1982 : Storia d'amore e d'amicizia (it), feuilleton de Franco Rossi : Marlène
- 1982 : Pronto... Lucia (it) de Ciro Ippolito : Lucia
- 1983 : Il passo falso, téléfilm de Paolo Poeti (it)
- 1983 : 'O surdato 'nnammurato (it) de Ninì Grassia : Daniela
- 1983 : Al bar dello sport (it) de Francesco Massaro : Martine
- 1983 : L'ammiratrice (it) de Romano Scandariato (it) : Francesca
- 1983 : Zampognaro innamorato (it) de Ciro Ippolito : Filomena
- 1984 : Uccelli d'Italia (it) de Ciro Ippolito
- 1984 : L'Alcôve (L'alcova) d'Aristide Massaccesi : Wilma
- 1984 : Quei trentasei gradini, feuilleton de Luigi Perelli : Ersilia
- 1985 : Quo Vadis ?, feuilleton de Franco Rossi : Myriam
- 1986 : La Vénitienne (La venexiana) de Mauro Bolognini : Une spectatrice
- 1987 : La croce dalle sette pietre (it) de Marco Antonio Andolfi : Maria
- 1988 : Les Indifférents (Gli indifferenti), téléfilm de Mauro Bolognini
- 1989 : Luna di sangue (it), téléfilm d'Enzo Milioni (it) : Brigitte Garré